# Kanton Hazebrouck-Nord

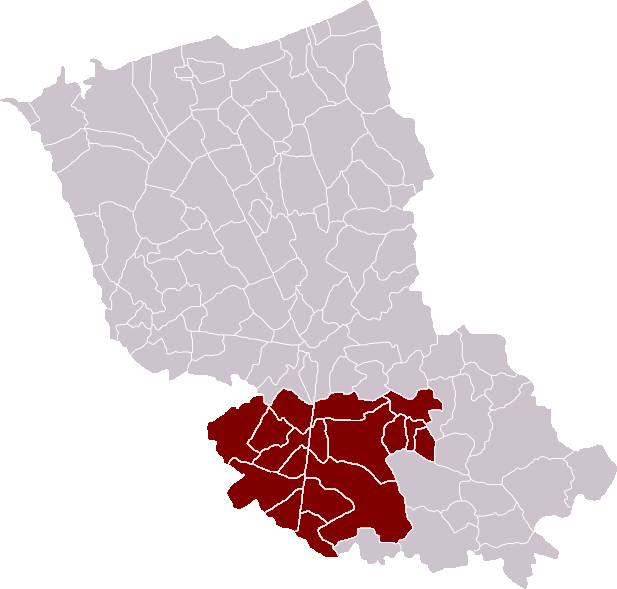
Lage des ehemaligen Kantons innerhalb vom Arrondissement Dünkirchen

Der Kanton Hazebrouck-Nord ist ein ehemaliger, bis 2015 bestehender französischer Kanton im Arrondissement Dunkerque, im Département Nord und in der Region Nord-Pas-de-Calais. Sein Hauptort war Hazebrouck. Vertreterin im Generalrat des Departements war ab 2012 Stéphanie Bodèle.

## Gemeinden
Der Kanton bestand aus einem Teil der Stadt Hazebrouck (angegeben ist hier die Gesamteinwohnerzahl, im Kanton sind es etwa 13.400 Einwohner) und neun weitere Gemeinden:
| Gemeinde      | Einwohner Jahr | Fläche km² | Bevölkerungsdichte | Code INSEE | Postleitzahl |
| ------------- | -------------- | ---------- | ------------------ | ---------- | ------------ |
| Blaringhem    | 2.057 (2013)   | –          | – Einw./km²        | 59084      | 59173        |
| Caëstre       | 1.909 (2013)   | –          | – Einw./km²        | 59120      | 59190        |
| Ebblinghem    | 660 (2013)     | –          | – Einw./km²        | 59184      | 59173        |
| Hazebrouck    | 21.737 (2013)  | –          | – Einw./km²        | 59295      | 59190        |
| Hondeghem     | 972 (2013)     | –          | – Einw./km²        | 59308      | 59190        |
| Lynde         | 731 (2013)     | –          | – Einw./km²        | 59366      | 59173        |
| Renescure     | 2.085 (2013)   | –          | – Einw./km²        | 59497      | 59173        |
| Sercus        | 431 (2013)     | –          | – Einw./km²        | 59568      | 59173        |
| Staple        | 705 (2013)     | –          | – Einw./km²        | 59577      | 59190        |
| Wallon-Cappel | 862 (2013)     | –          | – Einw./km²        | 59634      | 59190        |